# Alchemilla dewildemanii
Alchemilla dewildemanii é uma espécie de rosácea do gênero Alchemilla, pertencente à família Rosaceae.